# Эффект Кориолиса (фильм)
«Эффект Кориолиса» (англ. The Coriolis Effect) — короткометражный фильм американского режиссёра Луиса Веносты, снятый по его же сценарию в 1994 году. В фильме участвовал Квентин Тарантино (закадровый голос).

## Сюжет
Молодая пара любовников (Рэй и Сьюзи) ссорятся, так как обнаружилось, что Сьюзи провела ночь с лучшим другом и коллегой Рэя, Стенли. Последний, как и Рэй, занимается наблюдениями торнадо. В это время Рэю приходится выезжать вместе со Стенли на наблюдения урагана, вызывающего наибольшие за столетие разрушения в Техасе. Когда метеорологи гонятся за бурей, споря и ругаясь друг с другом, происходит их встреча с таинственной женщиной, Руби, которая изменяет их судьбу. Руби мечтает пройти сквозь торнадо в иной мир. Название фильма связано с физическим эффектом, вызывающим закручивание циклонов.

## В ролях
- Дэна Эшбрук — Рэй
- Коринн Борер — Сьюзи
- Дэвид Пэч — Тэрри
- Дженнифер Рубин — Руби
- Квентин Тарантино — Закадровый голос
- Джеймс Уайлдер — Стэнли

## Съёмочная группа
- Луис Веноста — режиссёр / сценарист
- Кэтрин Арнольд — продюсер
- Пол Холахан — оператор
- Хэл Линдес — композитор

## Отзывы
- «Свежий, самоуверенный фильм о ревности и загробной жизни. Рассказ начинается со звуков джазового саксофона и секса на кухонном столе. В самый разгар, Сьюзи говорит своему другу Рэю, что спала с его лучшим другом Стэнли. Сразу же мы видим Рэя и Стэнли на их работе наблюдателей торнадо. По дороге, в погоне за смерчем, Стэнли говорит, что очень плохо себя чувствует из-за того, что переспал со Сьюзи. Неожиданно фильм принимает фантастический оборот, когда мужчины встречают Руби. Колкий и сильный фильм с несколько суетливыми движениями камеры» — Кэрайн Джеймс («New York Times»)[1].

## Премьеры
Премьера фильма состоялась 26 марта 1994 года в США на фестивале режиссёров-дебютантов в Нью-Йорке.
В России не показывался.

## Релизы на DVD
На DVD фильм вышел в составе сборника «Kisses in the Dark» 3 января 2001 года. В этот сборник также вошли другие короткометражные фильмы: «Solly’s Diner» (1979), «Looping» (1991) и «Джо» (1970).
В России на DVD не издавался.